# Zyklon
Zyklon — проєкт норвезьких музикантів Самота і Тріма Торсона відомих за роботою з Emperor, Thou Shalt Suffer, SCUM, Gorgoroth, Satyricon, Ildjarn, Burzum, Trym, Paganize, Shadow Season, Hagalaz Runedance, Old man's Child, Ceremony, Enslaved. За словами Самота, назва гурту походить від гри словом циклон («zyklon» німецькою означає «циклон»). Музичний стиль гурту був описаний як сучасний дез-метал з елементами блеку та індастріалу.

## Історія
Zyklon заснували учасники гурту Emperor гітарист Samoth (змінив псевдонім на «Zamoth») і ударник Trym Torson з гітаристом, відомим під псевдонімом Destructhor, з гурту Myrkskog. У 2000 році у колектив запросили вокаліста Daemon (Відара Йенсена) з Limbonic Art.
Місце бас-гітариста по черзі займали Zamoth і Destructhor.
Музична частина дебютного альбому була написана колективом в рекордно короткі терміни. Ліричною складовою займався Faust (екс-Emperor), перебуваючи в одній з норвезьких тюрем.
Дебютний альбом вийшов у лютому 2001 року в Європі та у квітні в США під назвою World ov Worms.
Після участі у Milwaukee Metalfest 2001 команду покинув вокаліст Daemon, його замінив Secthdamon (Odyum, Myrkskog), який також взяв на себе обов'язки басиста.
У вересні 2003-го вийшов другий повноформатний альбом «Aeon», записаний, як і дебютний альбом, на норвезькій Akkerhaugen Lydstudio.
У 2006 році Zyklon видли свій третій, останній альбом «Disintegrate».
У 2008 році учасники проєкту взяли дворічну перерву, але, після закінчення цього часу, колектив став недієздатним. Музиканти вирішили розпустити гурт.
Останнім релізом колективу на лейблі Candlelight Records став бокс-сет «The Storm Manifesto» 2010 року, в який увійшли три альбоми гурту і бонус матеріал.

## Склад

### Учасники
- Samoth — гітара (1998—2010), бас-гітара (1998—2001)
- Trym Torson — ударні (1998—2010)
- Destructhor — гітара (1998—2010), бас-гітара (1998—2001)
- Secthdamon — вокал, бас-гітара (2001—2010)

### Колишні учасники
- Daemon — вокал (2000—2001)
- Cosmocrator — бас-гітара (2000—2001)

## Дискографія

### Альбоми
- World ov worms (2001, Candlelight Records)
- Спліт з Red Harvest (2003, Nocturnal Art Productions)
- Aeon (2003, Candlelight Records)
- Disintegrate (2006, Candlelight Records)

### Відео (DVD)
- Storm Detonation Live (2006)

### Відео (кліпи)
- Worm World
- Transcendal War: Battle Between Gods
- Psyklon Aeon
- Core Solution
- Wrenched
- Underdog